# Ouderschapsplan
Een ouderschapsplan (ook wel zorgplan, zorgmodel) is een document waarin ouders (specifiek; ouders die gaan scheiden) afspraken over de uitoefening van hun ouderschap (vaderschap, moederschap) vastleggen. Er worden afspraken gemaakt over
verzorging, ontwikkeling en opvoeding van hun kinderen.

## Inhoud
De volgende punten zouden in een ouderschapsplan behandeld kunnen worden:
- de dagelijkse zorg voor de kinderen (waar verblijven de kinderen, eten en drinken, huisregels en dergelijke)
- school
- sport
- medische zorg
- vakantie
- bijzondere dagen (verjaardagen en dergelijke)
- financiën (beheer spaarrekeningen, bijdragen van de ouders)
- communicatie tussen de ouders (informeren en raadplegen)
- halen en brengen van de kinderen.

## Wetgeving
De Wet van 27 november 2008 tot wijziging van Boek 1 van het Burgerlijk Wetboek en het Wetboek van Burgerlijke Rechtsvordering in verband met het bevorderen van voortgezet ouderschap na scheiding en het afschaffen van de mogelijkheid tot het omzetten van een huwelijk in een geregistreerd partnerschap (Wet bevordering voortgezet ouderschap en zorgvuldige scheiding) heeft het Burgerlijk wetboek gewijzigd. De nieuwe regeling houdt in dat ouders die gaan scheiden verplicht een ouderschapsplan opstellen – ook bij een geregistreerd partnerschap. Het idee van de wet is dat een verzoek tot echtscheiding niet in behandeling wordt genomen als er geen ouderschapsplan is opgesteld. Inmiddels hebben meerdere rechtbanken echter toch de echtscheiding uitgesproken ondanks het ontbreken van het plan.
Volgens het wetsvoorstel moet een ouderschapsplan afspraken bevatten over minimaal de volgende zaken:
- het verdelen van de zorg- en opvoedingstaken of de regeling van het recht en de verplichting tot omgang;
- de wijze van informatieverschaffing en raadpleging bij belangrijke kwesties, waaronder het financiële vermogen van de kinderen;
- de regeling van de kosten van verzorging en opvoeding.